# 关庄站
关庄站是北京地铁15号线上的一座车站，于2014年12月28日随15号线一期西段开通一同投入使用。车站位于北京市朝阳区大屯街道。
本站于2012年7月29日封顶，为15号线西段各站中首个封顶的车站。

## 位置
关庄站位于北四环外，关庄路（东西向）与北湖渠西路相交处东侧，呈东西走向布置。

## 结构

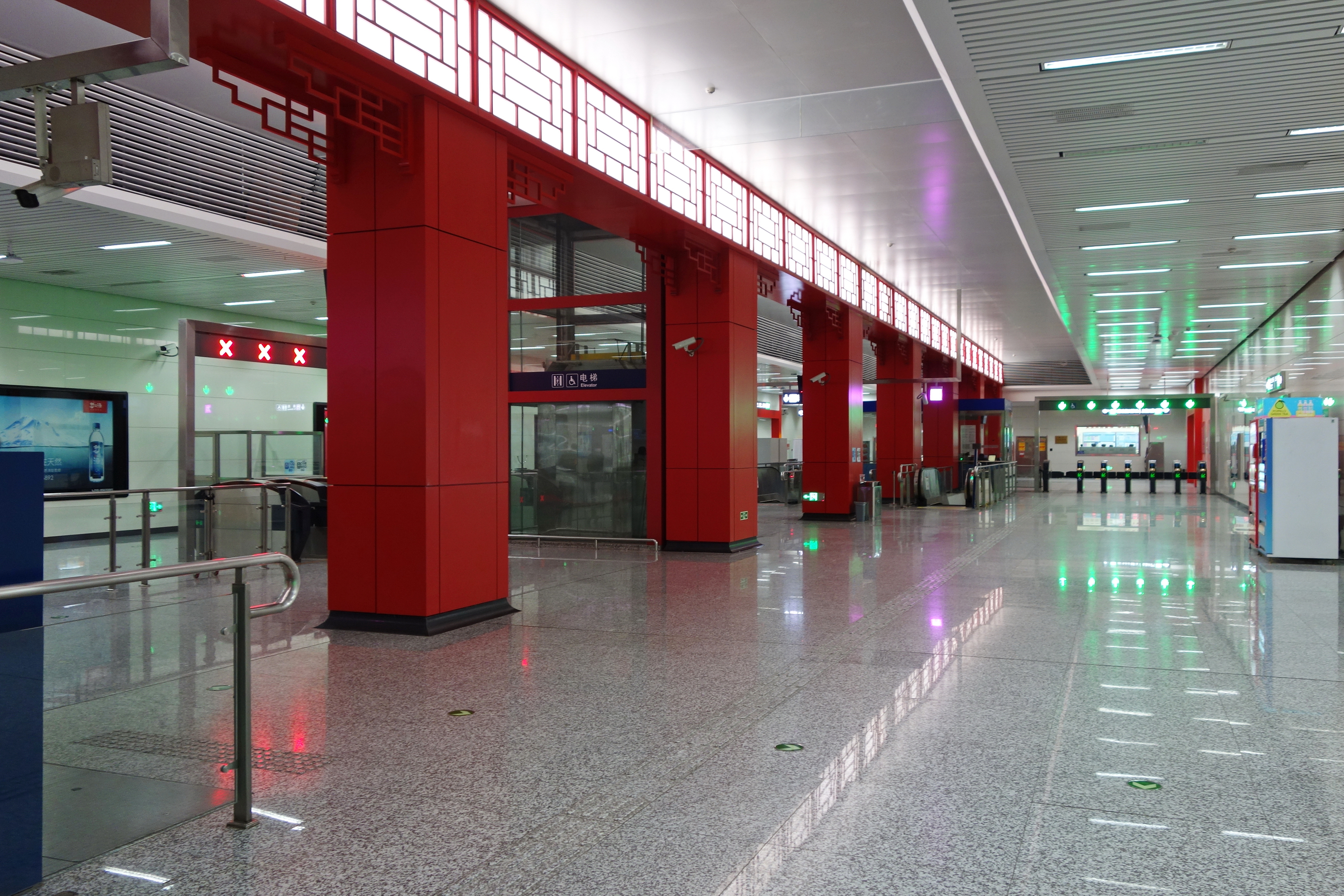
关庄站站厅层

关庄站为地下车站，采用明挖法施工，由于拆迁问题，车站明挖用地不足，故而增加设备层，为地下三层车站。标准段为三层双跨箱形结构，车站结构总长144.1米，标准段宽20.9米，基坑深度为25.68米。采用岛式站台设计。
车站地下一层为设备层，布置有变电所、通信信号用房、通风用房等，两端的风道均布置有安全疏散口；地下二层为站厅层，中部有公共区分隔为付费区与非付费区；地下三层为站台层，岛式站台宽12米，设置有4部自动扶梯、两组楼梯，以及一部垂直电梯与站厅层付费区相连。
| 地面层          | 地面                     | A－C出入口                         |
| 地下一层        | 设备层                   | 变电所、通信信号用房、通风设备     |
| 地下二层 站厅层 | 站厅                     | 客务中心、自动售票机、进出站闸机   |
| 地下三层 站台层 |                          | █ 15号线往清华东路西口（大屯路东） |
| 地下三层 站台层 | 岛式站台，左側開门       |                                    |
| 地下三层 站台层 | █ 15号线往俸伯（望京西） |                                    |

## 出入口
关庄站设有西北 (A)、东北 (B)、东南 (C) 三个出口。
|                       |            |                                        |      |            |
| 编号                  | 指示       | 建议前往的目的地                       | 图片 | 无障碍设施 |
| 出口 · A              | 北湖渠西路 | 嘉铭桐城                               |      | 不適用     |
| 出口 · B · 升降机标志 | 北湖渠西路 |                                        |      |            |
| 出口 · C              | 北湖渠西路 | 小营北路、育慧北路、京投大厦、裕发大厦 |      | 不適用     |
| 註： 設有             |            |                                        |      |            |

## 名称问题
关庄站与管庄站的英文名称同为Guanzhuang，且站名标示中没有声调符号，极易混淆，曾有在京外国人因此误乘。2012年7月曾有网民建议关庄站更名，但这一问题并未得到足够重视。类似问题在广州蕭崗站与晓港站之间同样存在，但广州地铁为区分两个车站，将萧岗站的英文拼写定为Xiao-gang。北京地铁在2019年12月之前无类似的区分手段，在2019年12月版本的线路图中管庄站的英文改为Guaan Zhuang。2021年12月版的线路图中，关庄站标记为Guānzhuang，管庄站则标记为Guǎnzhuang。但在2022年12月版本的线路图中，关庄站的英文名称被重新更改为“Guanzhuang”，管庄站亦改回“Guaanzhuang”。